# Спорт будущего
«Спорт бу́дущего» (англ. Futuresport) — телефильм 1998 года режиссёра Эрнеста Дикерсона с Дином Кейном, Ванессой Уильямс и Уэсли Снайпсом в главных ролях. Премьера состоялась 1 октября 1998 года на канале ABC, а на DVD фильм был выпущен в марте 1999 года.

## Сюжет
К 2025 году баскетбол перестал быть национальным видом спорта в США после распада НБА в 2015 году. Примерно в это же время начинал создаваться абсолютно новый вид спорта, сочетающий в себе основы баскетбола, бейсбола и хоккея, с использованием также ховерборда и роликовых коньков, получивший название «Спорт будущего». Он является настолько сложной игрой, что только самые ловкие спортсмены могут его осилить.

## В ролях
| Актёр               | Роль                   |
| ------------------- | ---------------------- |
| Дин Кейн            | Тре Рамзи              |
| Ванесса Уильямс     | Алекс Торрес           |
| Уэсли Снайпс        | Обайк Фикс             |
| Валери Чоу          | Джет                   |
| Адриан Дж. Гриффитс | Блейк Бекер            |
| Билл Смитрович      | тренер Дуглас          |
| Джей Ар Борн        | Сизе                   |
| Француаза Йип       | Кихай                  |
| Кен Кёрзингер       | Хатчет Джек Джеймистон |
| Эммануэль Шрики     | Гонсалес               |
| Хиро Канагава       | Отомо Акира            |

## Восприятие
Фильм получил преимущественно негативные отзывы профессиональной критики.
Немецкий Lexikon des internationalen Films отмечал, что тот представляет собой «невообразимый боевик в научно-фантастическом обличии, копирующий успешных предшественников (в том числе „Роллербол“), не стремясь при этом раскрыть весь его жестокий потенциал». По мнению критика издания Cinemagazine Барта Ритвинка, «несмотря на некоторые приятные находки, „Спорт будущего“, к сожалению, слишком предсказуем и недостаточно интересен, чтобы оставить неизгладимое впечатление. Хотя вполне вероятно, что Уэсли Снайпс с дредами и карибским акцентом навсегда останется в памяти зрителя».